# Lasörling
Lasörling är ett berg i Österrike. Det ligger i distriktet Lienz och förbundslandet Tyrolen, i den centrala delen av landet. Toppen på Lasörling är 3 098 meter över havet.
Toppen av Lasörling är kal och längre ner finns gräsmarker. Vandringen upp till toppen beskrivs som måttlig svår, tidskrävande och det behövs skor som passsar för bergsvandring. Ungefär vid 1800 meter över havet finns bergsstugorna Lasörlinghütte och Bergseehütte.